# Торе Берети е Кастеларо
Торе Берети е Кастеларо (итал. Torre Beretti e Castellaro) је насеље у Италији у округу Павија, региону Ломбардија.
Према процени из 2011. у насељу је живело 479 становника. Насеље се налази на надморској висини од 91 м.

## Становништво
Према резултатима пописа становништва 2011. у општини је живело 588 становника.
| 1931. | 1936. | 1951. | 1961. | 1971. | 1981. | 1991. | 2001. | 2011. |
| ----- | ----- | ----- | ----- | ----- | ----- | ----- | ----- | ----- |
| 1.095 | 1.117 | 1.137 | 1.023 | 758   | 675   | 649   | 558   | 588   |